# François Langelier
Pour les articles homonymes, voir Langelier.
François Langelier, né le 24 décembre 1838 à Sainte-Rosalie et mort le 8 février 1915 à Sillery, est un juriste et homme politique canadien. Il est notamment professeur (1863-1915), avocat, député à l'Assemblée législative du Québec (1873-1875, 1878-1881), maire de Québec (1882-1890), député à la Chambre des communes du Canada (1884-1898), juge (1898-1911) et lieutenant-gouverneur du Québec (1911-1915).

## Biographie

### Enfance et années de formation
François Langelier (baptisé François-Xavier) est le fils de Louis Sébastien Langelier, agriculteur, et de Julie Esther Casault. Il fait son cours classique au séminaire de Saint-Hyacinthe, de 1851 à 1858. Il entre ensuite à l'Université Laval à Québec, où il obtient un baccalauréat en droit en 1860 et une licence en droit avec grande distinction en 1861. Membre du Barreau du Bas-Canada le 10 octobre 1861, il ne pratique pas tout de suite la profession d'avocat mais poursuit plutôt, de 1861 à 1863, des études de droit à l'université de Paris. Il est, rappelle Jocelyn Saint-Pierre, l'« un des rares juristes de sa génération à être allé étudier à l'étranger ».

### Début de carrière
Langelier devient, dès son retour d'Europe en 1863, professeur à la faculté de droit de l'Université Laval. Deux ans plus tard, il obtiendra le statut de professeur ordinaire (titulaire). En plus des cours en droit qu'il dispense, il enseigne l'économie politique à la faculté des arts de la même université, de 1871 à 1915.
À côté de sa tâche de professeur, Langelier occupe quelques postes administratifs à l'Université Laval. De 1863 à 1866, il est secrétaire de la faculté de droit dont il sera, de 1892 à 1915, le doyen. À partir de 1872, et jusqu'à sa mort, il est membre du conseil de l'université.
Parallèlement à sa carrière de professeur et à ses activités politiques, il exerce finalement sa profession d'avocat, de 1876 à 1898, année de son accession à la magistrature. Il sera notamment impliqué dans quelques causes qui firent du bruit à l'époque.
En 1864, il épouse Virginie Légaré. De 1867 à 1869, il est président de l'Institut canadien de Québec.

### Carrière politique
La carrière politique de Langelier se déroule sur les trois plans municipal (Québec), provincial et fédéral, parfois concurremment.
À l'élection générale québécoise de 1871, il se présente comme candidat du Parti libéral dans la circonscription de Bagot et est défait. En 1873, il est élu député libéral de Montmagny lors d'une élection partielle. À l'élection générale québécoise de 1875, il est défait dans Montmagny. Il présente une requête en annulation d'élection pour cause d'ingérence indue du clergé. Faisant droit à sa requête, la Cour annule l'élection dans Montmagny, ce qui entraîne la tenue d'une élection partielle, à laquelle, toutefois, Langelier ne se présente pas.
À l'élection générale québécoise de 1878, il se présente de nouveau et est élu député libéral de Portneuf. Au cours de ce mandat, il occupe dans le gouvernement libéral de Joly les postes de commissaire des Terres de la Couronne (du 8 mars 1878 au 19 mars 1879) et de trésorier de la province (du 12 mars 1879 au 31 octobre 1879).
En 1880, il se présente comme conseiller municipal de Québec dans le quartier Saint-Louis et est défait. Lors de l'élection générale québécoise de 1881, il est défait dans Portneuf.
Il est élu conseiller municipal de Québec dans le quartier Saint-Jean en 1882. Le 1er mai de cette année, le conseil municipal le désigne, à l'unanimité, maire de Québec, un poste qu'il conservera jusqu'en 1890.
Son bilan à la mairie de Québec est digne de mention. Contrairement à ses prédécesseurs qui n'ont fait que passer, il demeure en fonction pendant huit ans, au cours desquels il préside notamment à la modernisation des infrastructures urbaines. « Sous son administration, Québec change de visage. (...) Durant son mandat, on construit et restaure des trottoirs, on pave et l'on élargit les rues. La côte d'Abraham, les rues de la Montagne (côte de la Montagne), Saint-Paul et Saint-Joseph sont macadamisées. En 1887, l'éclairage à l'électricité remplace l'éclairage au gaz. » Sur le plan des services publics, une mise à niveau de l'aqueduc municipal et une réorganisation du service de protection contre les incendies sont réalisées sous son mandat.
L'administration du maire Langelier s'illustre également en matière de santé publique. En 1884, était créé un service municipal de santé; l'année suivante, un bureau local de santé, qui est à l'origine du premier hôpital municipal traitant les maladies contagieuses.
Langelier amorce le projet de construction d'un nouvel hôtel de ville, sur l'ancien emplacement du collège des jésuites. La construction du bâtiment ne sera achevée que six ans après son départ de la mairie.
En 1884, il est réélu conseiller du quartier Saint-Jean. La même année, il est élu député libéral à la Chambre des communes du Canada lors d'une élection partielle fédérale dans la circonscription de Mégantic. En 1886, il devient conseiller municipal du quartier Saint-Roch. À l'élection générale fédérale de 1887, il est élu député libéral de la circonscription de Québec-Centre. Le 1er mars 1890, il se retire comme maire de Québec. Cette même année, il est toutefois réélu comme conseiller, cette fois dans le quartier du Palais. À l'élection générale fédérale de 1891, il est réélu député de Québec-Centre. En 1892, il épouse en secondes noces Marie-Louise Braun. À l'élection générale fédérale de 1896, il est réélu député de Québec-Centre. En 1898, Langelier donne sa démission de son poste de député fédéral.

### Journalisme
À divers moments de son existence, Langelier écrit dans des journaux des textes à saveur politique. En 1871-1872, il rédige une chronique parlementaire dans le journal La Nation de Saint-Hyacinthe. En 1880, il participe, à Québec, à la fondation du journal L'Électeur, auquel il collaborera régulièrement. Il aurait également publié dans L'Opinion publique, journal publié à Montréal de 1870 à 1883, ainsi que dans L'Événement.

### Fin de carrière et de vie
En 1898, après son départ de la vie politique active, Langelier est nommé juge de la Cour supérieure du Québec dans le district judiciaire de Montréal. De 1906 à 1911, il est juge en chef suppléant de la Cour supérieure dans le district judiciaire de Québec. En 1907, il est fait chevalier par le roi Édouard VII. En 1908, il est président des fêtes du troisième centenaire de Québec. En 1911, il est nommé lieutenant-gouverneur du Québec, poste qu'il occupe jusqu'à sa mort en 1915.
Il meurt en fonction le 8 février 1915 à Spencer Wood, la résidence officielle du lieutenant-gouverneur, à Sillery. Il est inhumé au cimetière Saint-Charles, à Québec.
Son frère, Charles Langelier, fut député fédéral de Montmorency et député provincial de Montmorency et de Lévis.

## Honneurs
Le boulevard Langelier dans la ville de Québec a été nommé en son honneur. Le boulevard Langelier et la station du métro Langelier dans la ville de Montréal ont été nommés en son honneur.
|  |

## Publications
- Cours de droit civil de la province de Québec (1905-1911)
- De la preuve en matière civile et commerciale, avec un index alphabétique et analytique de tout l'ouvrage (1894)
- Lettres sur les affaires municipales de la Cité de Québec (1868)